# Teller of the Receipt of the Exchequer
Teller of the Receipt of the Exchequer war ein Amt der englischen Schatzkammer.
Der Tellers of the Exchequer erhielt sämtliches Geld, welches in die Schatzkammer eingezahlt werden sollte, notierte den Betrag in ein Buch und schickte eine Kopie an die Tally Court. Am Ende jeden Tages wurde das Geld der Treasury deponiert. Während der Regierungszeit von Richard Löwenherz wurde das Amt mit zehn Amtsträgern geschaffen. Henrich III. reduzierte es auf vier Amtsträgern, bei der es über sechshundert Jahre blieb. Gemeinsam mit weiteren Ämtern der alten Schatzkammer wurden das Amt am 10. Oktober 1834 aufgelöst. Die Aufgaben übernahm der neugeschaffene Comptroller General of the Exchequer.

## Tellers of the Exchequer (1660–1834)
| Amtszeit         | 1. Amtsträger                           | 2. Amtsträger                                             | 3. Amtsträger                         | 4. Amtsträger                           |
| ---------------- | --------------------------------------- | --------------------------------------------------------- | ------------------------------------- | --------------------------------------- |
| 1660             | Sir George Downing, 1. Baronet          | Leonard Pinckney                                          | John Loving                           | Lawrence Squibb                         |
| 1661             | Sir George Downing, 1. Baronet          | William Pinckney                                          | John Loving                           | Lawrence Squibb                         |
| 1673             | Sir George Downing, 1. Baronet          | Sir William D’Oyly, 2. Baronet                            | John Loving                           | Lawrence Squibb                         |
| 1674             | Sir George Downing, 1. Baronet          | Sir William D’Oyly, 2. Baronet                            | John Loving                           | Thomas Vernon                           |
| 1677             | Sir George Downing, 1. Baronet          | vakant; D’Oyly entlassen                                  | John Loving                           | Thomas Vernon                           |
| 1678             | Sir George Downing, 1. Baronet          | zwei Amtsträger                                           | John Loving                           | Thomas Vernon                           |
| 1680             | Sir George Downing, 1. Baronet          | Sir George Downing, 2. Baronet                            | John Loving                           | Thomas Vernon                           |
| 1684             | Simon Clifford                          | Sir George Downing, 2. Baronet                            | John Loving                           | Thomas Vernon                           |
| 1685             | Simon Clifford                          | Sir George Downing, 2. Baronet                            | John Loving                           | Francis Villiers                        |
| Januar 1689      | Thomas Howard                           | Sir George Downing, 2. Baronet                            | John Loving                           | Francis Villiers                        |
| April 1689       | Thomas Howard                           | Henry Maynard                                             | John Loving                           | Francis Villiers                        |
| 1693             | Thomas Howard                           | Henry Maynard                                             | Henry Carew                           | Francis Villiers                        |
| Februar 1694     | Thomas Howard                           | Henry Maynard                                             | Henry Carew                           | John Berkeley, 4. Viscount Fitzhardinge |
| Oktober 1694     | Thomas Howard                           | Guy Palmes                                                | Henry Carew                           | John Berkeley, 4. Viscount Fitzhardinge |
| 1699             | Thomas Howard                           | Guy Palmes                                                | Francis Godolphin                     | John Berkeley, 4. Viscount Fitzhardinge |
| 1701             | Sir John Stanley, 1. Baronet            | Guy Palmes                                                | Francis Godolphin                     | John Berkeley, 4. Viscount Fitzhardinge |
| 29. Juni 1702    | James Vernon                            | Guy Palmes                                                | Francis Godolphin                     | John Berkeley, 4. Viscount Fitzhardinge |
| 30. Juni 1702    | James Vernon                            | Sir Christopher Musgrave, 4. Baronet                      | Francis Godolphin                     | John Berkeley, 4. Viscount Fitzhardinge |
| Mai 1704         | James Vernon                            | Sir Christopher Musgrave, 4. Baronet                      | Thomas Coke                           | John Berkeley, 4. Viscount Fitzhardinge |
| September 1704   | James Vernon                            | Francis Robartes                                          | Thomas Coke                           | John Berkeley, 4. Viscount Fitzhardinge |
| 1706             | James Vernon                            | Francis Robartes                                          | Peregrine Bertie                      | John Berkeley, 4. Viscount Fitzhardinge |
| 13. Oktober 1710 | John Smith                              | Francis Robartes                                          | Peregrine Bertie                      | John Berkeley, 4. Viscount Fitzhardinge |
| 31. Oktober 1710 | John Smith                              | Russell Robartes                                          | Peregrine Bertie                      | John Berkeley, 4. Viscount Fitzhardinge |
| 1711             | John Smith                              | Russell Robartes                                          | George Hay, Viscount Dupplin          | John Berkeley, 4. Viscount Fitzhardinge |
| Juli 1712        | Thomas Mansel, 1. Baron Mansel          | Russell Robartes                                          | George Hay, Viscount Dupplin          | John Berkeley, 4. Viscount Fitzhardinge |
| Dezember 1712    | Thomas Mansel, 1. Baron Mansel          | Russell Robartes                                          | George Hay, Viscount Dupplin          | vakant                                  |
| 1713             | Thomas Mansel, 1. Baron Mansel          | Russell Robartes                                          | George Hay, Viscount Dupplin          | Basil Feilding, 4. Earl of Denbigh      |
| 6. November 1714 | John Smith                              | John West, 6th Baron De La Warr                           | George Hay, Viscount Dupplin          | Basil Feilding, 4. Earl of Denbigh      |
| Januar 1715      | John Smith                              | John West, 6th Baron De La Warr                           | Sir Roger Mostyn, 3. Baronet          | Basil Feilding, 4. Earl of Denbigh      |
| 7. November 1715 | John Smith                              | Richard Onslow, 1. Baron Onslow                           | Sir Roger Mostyn, 3. Baronet          | Lord William Powlett                    |
| 1716             | John Smith                              | Richard Onslow, 1. Baron Onslow                           | Richard Hampden                       | Lord William Powlett                    |
| 21. März 1718    | John Smith                              | Thomas Newport, 1. Baron Torrington                       | Thomas Onslow, 2. Baron Onslow        | Lord William Powlett                    |
| 1719             | John Smith                              | George Parker, 2. Earl of Macclesfield                    | Thomas Onslow, 2. Baron Onslow        | Lord William Powlett                    |
| Oktober 1723     | vakant                                  | George Parker, 2. Earl of Macclesfield                    | Thomas Onslow, 2. Baron Onslow        | Lord William Powlett                    |
| 1724             | George Treby                            | George Parker, 2. Earl of Macclesfield                    | Thomas Onslow, 2. Baron Onslow        | Lord William Powlett                    |
| 1727             | Thomas Townshend                        | George Parker, 2. Earl of Macclesfield                    | Thomas Onslow, 2. Baron Onslow        | Lord William Powlett                    |
| 1729             | Thomas Townshend                        | George Parker, 2. Earl of Macclesfield                    | Thomas Onslow, 2. Baron Onslow        | Sir Charles Turner, 1. Baronet          |
| 1738             | Thomas Townshend                        | George Parker, 2. Earl of Macclesfield                    | Thomas Onslow, 2. Baron Onslow        | Philip Yorke, 2. Earl of Hardwicke      |
| 1741             | Thomas Townshend                        | George Parker, 2. Earl of Macclesfield                    | Horatio Walpole, 1. Baron Walpole     | Philip Yorke, 2. Earl of Hardwicke      |
| 1757             | Thomas Townshend                        | George Parker, 2. Earl of Macclesfield                    | James Waldegrave, 2. Earl Waldegrave  | Philip Yorke, 2. Earl of Hardwicke      |
| April 1763       | Thomas Townshend                        | George Parker, 2. Earl of Macclesfield                    | Robert Henley, 2. Earl of Northington | Philip Yorke, 2. Earl of Hardwicke      |
| Mai 1763         | Thomas Townshend                        | George Nugent-Temple-Grenville, 1. Marquess of Buckingham | Robert Henley, 2. Earl of Northington | Philip Yorke, 2. Earl of Hardwicke      |
| 1766             | John Jeffreys Pratt, 1. Marquess Camden | George Nugent-Temple-Grenville, 1. Marquess of Buckingham | Robert Henley, 2. Earl of Northington | Philip Yorke, 2. Earl of Hardwicke      |
| 1786             | John Jeffreys Pratt, 1. Marquess Camden | George Nugent-Temple-Grenville, 1. Marquess of Buckingham | Edward Thurlow, 1. Baron Thurlow      | Philip Yorke, 2. Earl of Hardwicke      |
| 1790             | John Jeffreys Pratt, 1. Marquess Camden | George Nugent-Temple-Grenville, 1. Marquess of Buckingham | Edward Thurlow, 1. Baron Thurlow      | Henry Bathurst, 3. Earl Bathurst        |
| 1806             | John Jeffreys Pratt, 1. Marquess Camden | George Nugent-Temple-Grenville, 1. Marquess of Buckingham | Hon. William Eden                     | Henry Bathurst, 3. Earl Bathurst        |
| 1810             | John Jeffreys Pratt, 1. Marquess Camden | George Nugent-Temple-Grenville, 1. Marquess of Buckingham | Charles Philip Yorke                  | Henry Bathurst, 3. Earl Bathurst        |
| 1813             | John Jeffreys Pratt, 1. Marquess Camden | Spencer Perceval                                          | Charles Philip Yorke                  | Henry Bathurst, 3. Earl Bathurst        |
| April 1834       | John Jeffreys Pratt, 1. Marquess Camden | Spencer Perceval                                          | Charles William Manningham            | Henry Bathurst, 3. Earl Bathurst        |